# Unai Iribar
Unai Iribar Jauregi (Ibarra, Guipúzcoa, 12 de junio de 1999) es un ciclista español que compite con el Equipo Kern Pharma.

## Biografía
En 2015 finalizó en el campeonato de España de contrarreloj cadete (sub-17). Al año siguiente, se proclamó campeón de España de persecución por equipos júnior (sub-19). En 2017 ganó diecisiete veces, especialmente en el campeonato de carretera júnior de Guipúzcoa. En la pista, ganó dos nuevos títulos nacionales (persecución por equipos, carrera americana), así como una medalla de bronce en el Campeonato Europeo Junior Elimination Race.
En 2018 se unió al club vasco Ampo-Goierriko TB. En su debut sub-23 ganó dos carreras. De 2019 a 2021 corrió en Laboral Kutxa, filial del equipo profesional Euskaltel-Euskadi. Calificado como un ciclista relativamente completo, se distinguió por obtener numerosas victorias y lugares de honor, principalmente en el calendario vasco.
Se incorporó finalmente a la formación Euskaltel-Euskadi en 2022. Para su debut profesional obtuvo en primavera su mejor resultado con un decimoquinto puesto en la Vuelta a Asturias.

## Palmarés
- Aún no ha conseguido victorias como profesional.

## Resultados en Grandes Vueltas
| Carrera | Carrera         | 2022 | 2023 | 2024 |
| ------- | --------------- | ---- | ---- | ---- |
|         | Giro de Italia  | —    | —    | —    |
|         | Tour de Francia | —    | —    | —    |
|         | Vuelta a España | —    | —    | 83.º |

—: no participa
Ab.: abandono

## Equipos
- Euskaltel-Euskadi (stagiaire) (08.2021-12.2021)
- Euskaltel-Euskadi (2022-2023)
- Equipo Kern Pharma (2024-)